# Université libre de Berlin
L'université libre de Berlin (en allemand : Freie Universität Berlin) est une des universités les plus importantes d'Allemagne et la plus grande des quatre universités berlinoises. Elle est axée sur les sciences humaines, les sciences sociales, la santé et les sciences naturelles.
L'université libre de Berlin est l'une des onze universités principales allemandes retenues à l'Initiative d'excellence allemande (en allemand : Exzellenzinitiative), un concours national pour les universités organisé par le gouvernement fédéral allemand. Elle a remporté cette distinction en 2007 et 2012 pour ses cinq programmes de doctorat, pour ses trois pôles de recherche interdisciplinaire (dont certains en coopération avec d'autres universités) et pour sa stratégie institutionnelle globale. 
Dans les classements internationaux, la Freie Universität Berlin se classe parmi les meilleures universités. Le classement mondial en arts et sciences humaines de 2009 du Times Higher Education Supplement la place première en Allemagne, sixième en Europe et vingt-septième dans le monde. 
Fondée à Berlin-Ouest au début de la guerre froide, son nom reflète le statut de cette ville comme faisant partie du monde libre, par opposition à Berlin-Est occupée par les soviétiques et à la République démocratique allemande, dont le pouvoir communiste gérait l'université Humboldt.
Elle est également connue pour son institut météorologique, qui nomme chaque année les tempêtes hivernales affectant le continent européen (voir Liste des tempêtes européennes).

## Histoire
Dans l'Allemagne de l'après-guerre, les idéologies et les projets politiques divergents des Alliés conduisirent à des dissensions, qui donnèrent naissance à la guerre froide entre l'Est et l'Ouest. Pour cette raison, le communisme exerça une influence toujours plus forte sur l'université de Berlin.
Contrairement à ce qui s'était passé sous le Troisième Reich, cela ne fut pas sans entraîner des réactions et il y eut de fortes protestations parmi les étudiants et le corps professoral. Aussi, dès la fin de l'année 1947, des voix s'élevèrent pour réclamer une « université libre ». Dix-huit étudiants et enseignants furent arrêtés ou déportés entre 1945 et 1948, beaucoup d'autres disparurent pendant des semaines. Quelques-uns furent même enlevés et jugés en URSS. Au printemps 1948, la direction de l'université interdit d'études trois étudiants, cela sans même passer par une procédure juridique. Cela déclencha une manifestation d'environ 2000 étudiants et un mouvement pour une "université libre", avec l'assentiment du gouverneur américain et organisé par un comité préparatoire inauguré le 19 juin 1948. Une partie des professeurs et des étudiants fit alors scission et fonda l'université libre de Berlin (Freie Universität Berlin).
Ces derniers se retirèrent dans le secteur d'occupation américain à Dahlem, dans le bâtiment de l'ex-Société Kaiser-Wilhelm. La devise latine « Veritas - Iustitia - Libertas » (Vérité, Justice, Liberté) marquait la distance idéologique à l'égard de la vieille université berlinoise dominée par le communisme. En même temps, un sceau archaïsant permit de se rattacher à la tradition (l'ours berlinois avec le flambeau de la liberté). La division de la ville entre l'Est et l'Ouest dura des années et elle finit par pérenniser la scission entre les deux universités, autonomes de fait.

## Organisation
L'université se compose de 12 facultés :
- Faculté de biologie, de chimie et de pharmacie
- Faculté des sciences de la terre
- Faculté d'histoire et d'études culturelles
- Faculté de jurisprudence
- Faculté de science économique
- Faculté des mathématiques et d'informatique
- Faculté de pédagogie et de psychologie
- Faculté de philosophie et des sciences humaines
- Faculté de physique
- Faculté de science politique et sociologie
- Charité- Universitätsmedizin Berlin, l'école médecine commune de l'université libre et l'université Humboldt de Berlin, le plus grand l'hôpital universitaire en Europe
- Faculté de médecine vétérinaire

## Campus

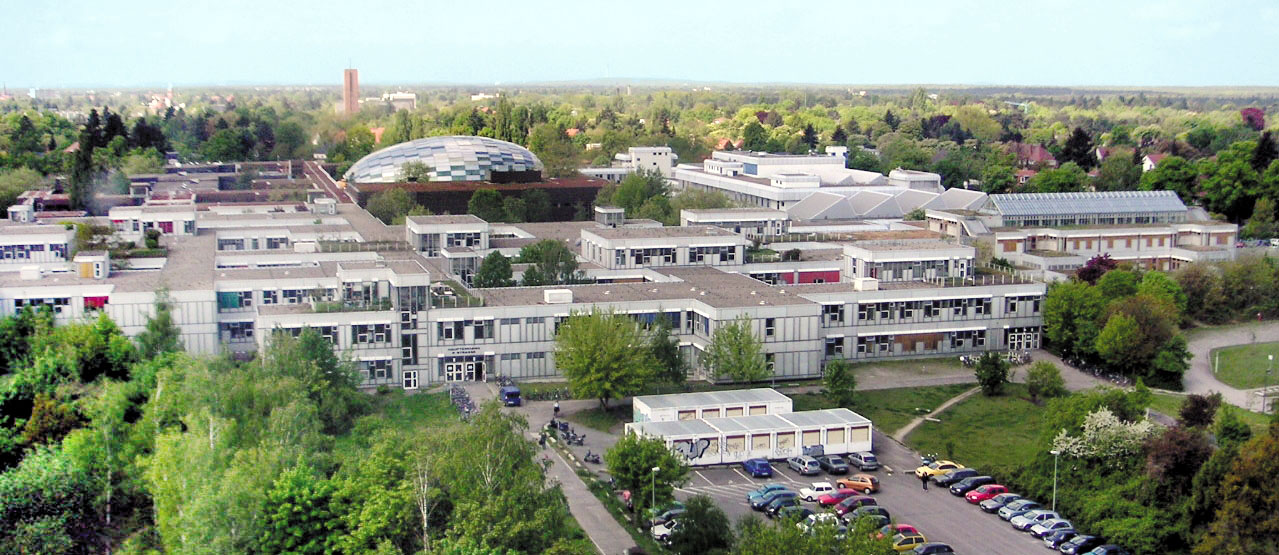
Ensemble de bâtiments Rost- und Silberlaube de l'université.

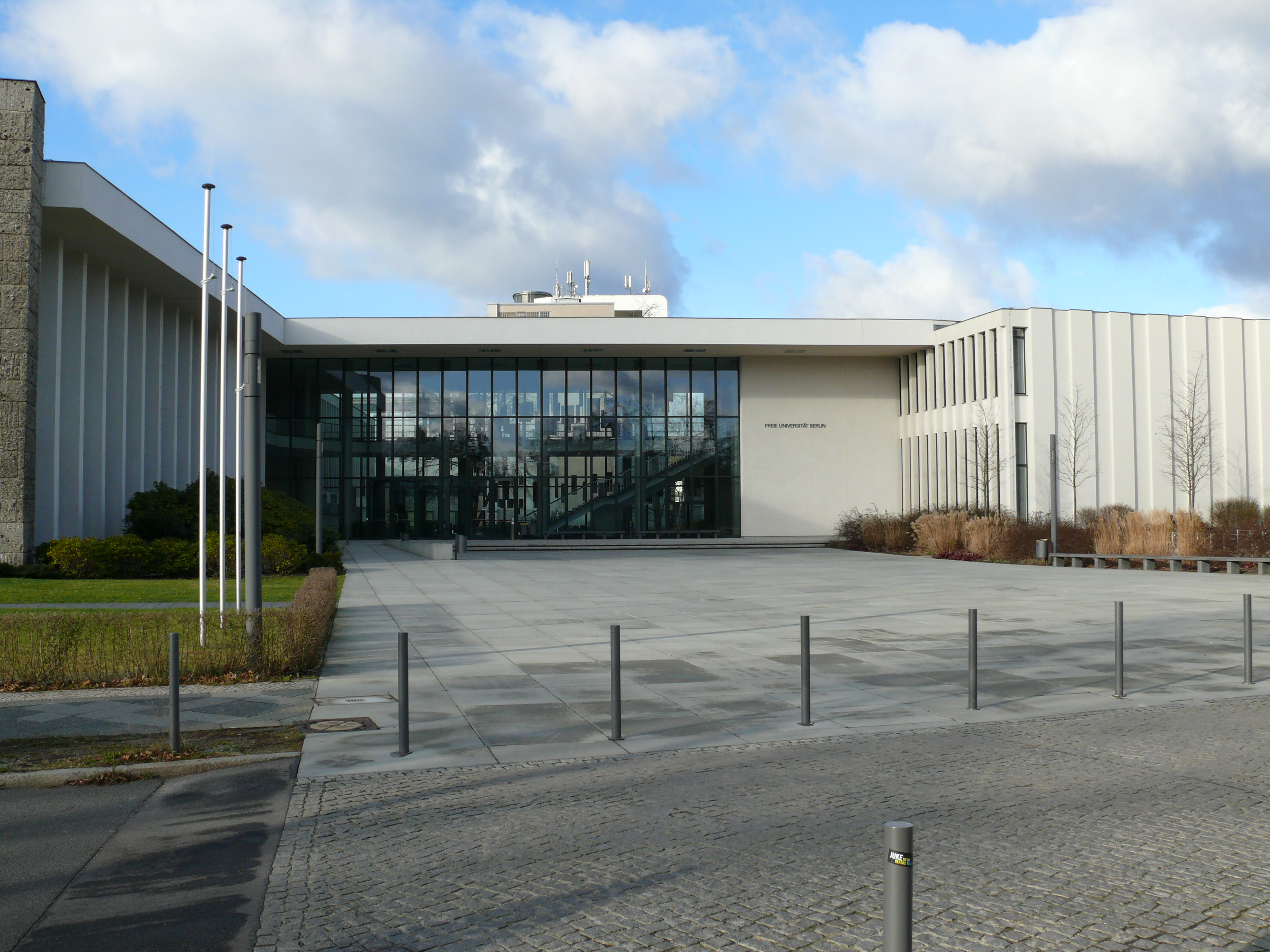
Bâtiment Henry-Ford avec la grande salle de conférence (Audimax).

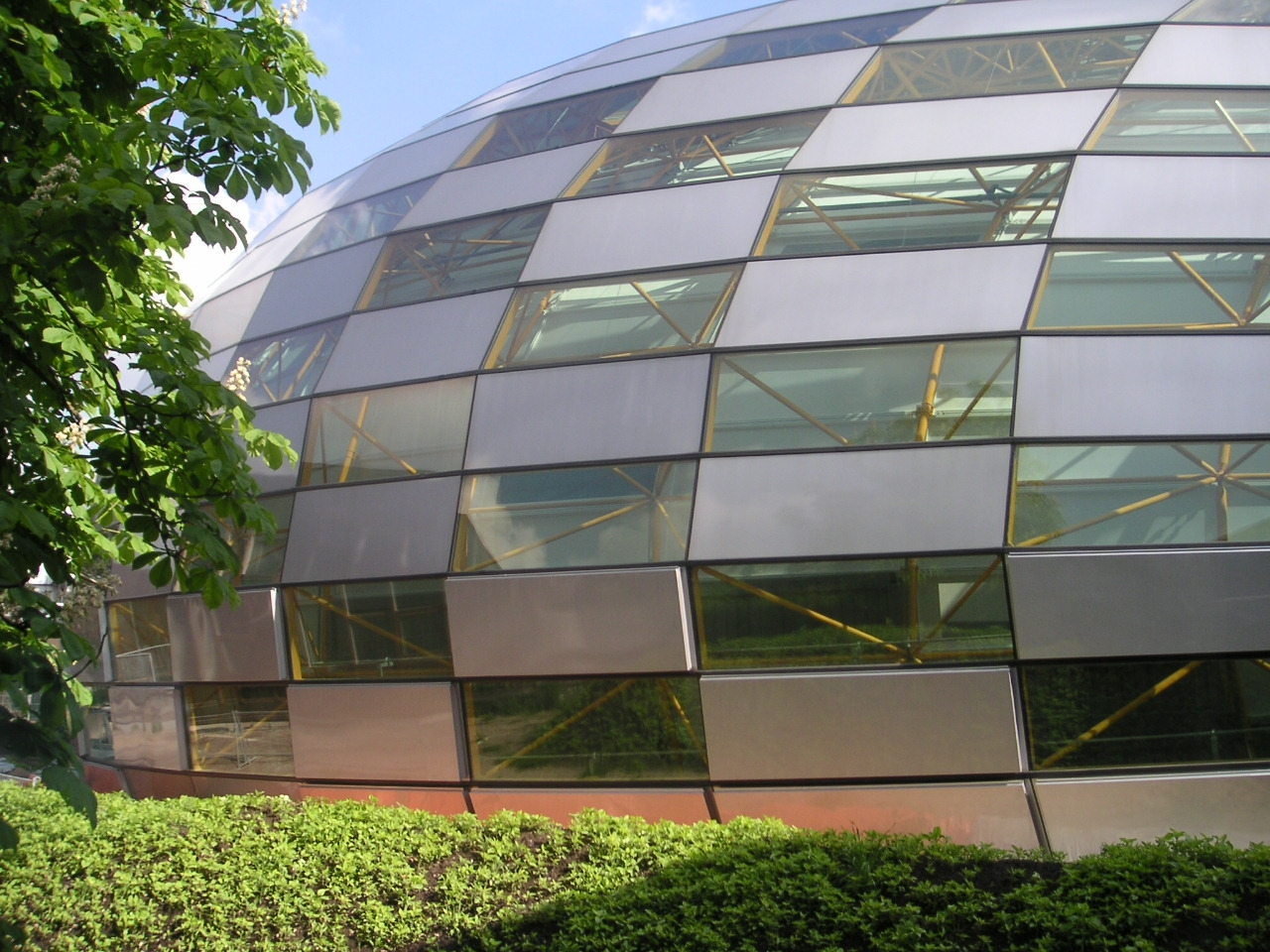
Extérieur de la bibliothèque philologique d'université.

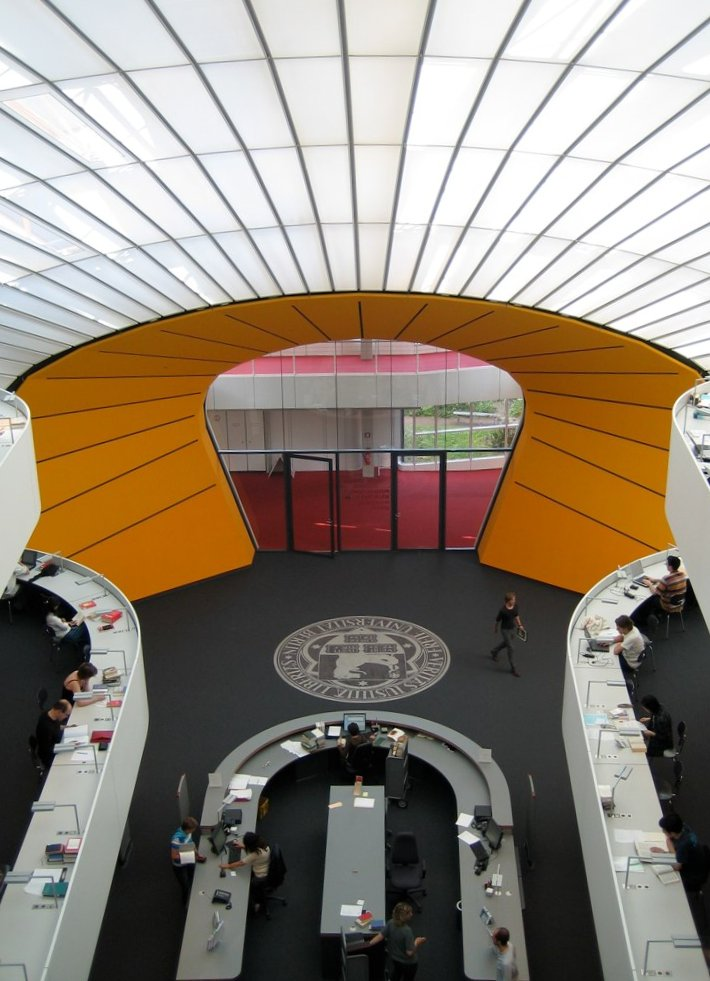
Intérieur de la bibliothèque.

La plupart des installations de l'université sont situées dans le quartier de Dahlem, au sud-ouest de la ville, dans l'arrondissement berlinois de Steglitz-Zehlendorf (dans l'ancien secteur américain).
Le siège administratif de l'université (52° 26′ 52″ N, 13° 17′ 09″ E) abrita de 1945 à 1990, l'« État-major allié de Berlin » (en anglais : Allied Staff Berlin - ASB,  ou en allemand : Alliierten Stabes Berlin) qui assurait la direction quadripartite de la ville après la Seconde Guerre mondiale.
En 1948, fut bâtie la première structure indépendante du campus : le bâtiment Henry-Ford, financé par la fondation américaine Ford. 
Puis d'autres bâtiments s'élevèrent dont le plus grand complexe de l'université, le Rost-und Silberlaube, composé d'une série de structures interdépendantes. Fin 2005, il a été complété par un nouveau chef-d'œuvre, la bibliothèque philologique, en forme d'un cerveau, conçue par l'architecte anglais Norman Foster.

## Admission
L'université libre de Berlin est une université très sélective. En 2013, elle a admis 4 300 étudiants, soit environ 13 % des candidats (33 000).

## Partenariats internationaux
L'université libre de Berlin maintient un large éventail de contacts internationaux avec d'autres universités de rang international. Dans les années 1950, l'université libre avait déjà établi des partenariats avec des universités prestigieuses aux États-Unis comme Berkeley, l'université de Chicago, Cornell, Stanford, Princeton, Yale ainsi qu'avec des universités d'Europe de l'Ouest telles que Cambridge, l'University College de Londres, l'École normale supérieure à Paris et l'université libre de Bruxelles. 
Aujourd'hui[Quand ?], l'Université libre dispose de cent trente partenariats dans le monde entier, et chaque année quelque six cents visites de scientifiques contribuent à l'enseignement universitaire et à la recherche. 
Une université d'été (Summer School) a été mise en place pour les étudiants étrangers. Elle permet d'obtenir des crédits universitaires (ECTS) acceptés internationalement.
En outre, l'université libre propose de plus en plus de doubles diplômes avec des grandes écoles françaises, notamment Sciences Po Paris, HEC Paris ou la Sorbonne Nouvelle.
L'université libre de Berlin dispose aussi de bureaux de représentation à New York, Bruxelles, Moscou, Pékin, Le Caire et New Delhi. Les succursales à l'étranger contribuent à élargir la coopération sur des partenariats déjà existants avec les universités des pays concernés.

## Personnalités liées à l'université

### Enseignants
- Herta Müller, lauréate du prix Nobel de littérature
- Gerhard Ertl, lauréat du prix Nobel de chimie
- Reinhard Selten, lauréat du « prix Nobel » d'économie
- Kenzaburō Ōe, lauréat du prix Nobel de littérature
- Götz Aly
- Ernst Benda
- Rudi Dutschke
- Georg Elwert
- Gudrun Ensslin
- Klaus Heinrich
- Georg Klute
- Renate Künast
- Karl-Heinz Hoffmann
- Herbert Marcuse
- Friedrich Meinecke
- Peggy Piesche
- Bernd Rabehl
- Lyndal Roper
- Hagen Schulze
- Klaus Wowereit
- Audre Lorde, poétesse américaine, professeure invitée au John F. Kennedy-Institute for North American Studies en 1984

### Étudiants
- Kinga Gajewska
- Claudia Ott
- Gianni Matheja